# Porządek społeczny
Porządek społeczny (ład społeczny) – stan funkcjonowania i przebiegu zachowań jednostek zapewniający istnienie, trwanie i rozwój zbiorowości jako całości. Opiera się na współpracy i konsensusie. Z ładem społecznym związane jest pojęcie równowagi społecznej.
W funkcjonalizmie każde społeczeństwo dąży do osiągnięcia wewnętrznej równowagi. Taki samoregulujący się system dążący do równowagi i harmonii społecznej nazywa się właśnie ładem (porządkiem) społecznym. Każda zmiana jest przejściem z jednego ładu społecznego do drugiego. Zwolennikami tej teorii byli między innymi Talcott Parsons i Robert Merton.